# Guvelingen
Guvelingen was een kerkdorp ten noordwesten van het centrum van Sint-Truiden. Tegenwoordig is het een wijk van Sint-Truiden.
Guvelingen werd voor het eerst vermeld in 1215. Zeer lang is het een landelijk dorpje geweest, doch deze omgeving is in de 2e helft van de 20e eeuw grotendeels ten offer gevallen aan de uitbreiding van de stad Sint-Truiden. Naast het kerkje zijn nog slechts enkele hoeven van het oorspronkelijke dorpje overgebleven.

## Bezienswaardigheden
- Heilig-Kruiskerk
- Enkele hoeven.
- Guvelingenmolen, een watermolen op de Melsterbeek.

## Nabijgelegen kernen
Sint-Truiden, Gorsem, Metsteren, Melveren, Schurhoven